# Schizaphis weingaertneriae
Schizaphis weingaertneriae är en insektsart. Schizaphis weingaertneriae ingår i släktet Schizaphis och familjen långrörsbladlöss. Inga underarter finns listade i Catalogue of Life.